# Sannae-myeon, Jeongeup
Sannae-myeon (koreanska: 산내면) är en socken i stadskommunen Jeongeup i provinsen Norra Jeolla i den sydvästra delen av  Sydkorea, 220 km söder om huvudstaden Seoul.